# 첼로 소나타 1번 (베토벤)
《첼로 소나타 1번 바장조, 작품 번호 5-1》은 루트비히 판 베토벤의 두 개의 첼로와 피아노를 위한 소나타, 작품 번호 5 세트의 첫 번째 작품이다.

## 작곡 및 초연
작품 번호 5 세트의 두 작품은 모두 1796년 5월에서 7월 사이에 베토벤이 그의 후원자인 리히놉스키 공작과 함께 연주 여행을 위해 베를린에 머무는 동안에 궁정 관현악단의 수석 첼리스트였던 장-피에르 뒤포르를 위해 작곡한 것이다. 이때 베토벤은 작품 번호 5 세트와 함께 헨델의 오라토리오 유다스 마카베우스 중 "보라, 정복의 영웅이 온다" 주제에 의한 첼로와 피아노를 위한 변주곡 사장조, WoO 45를 작곡했다.
두 개의 소나타의 초연은 마찬가지로 베를린에 머물던 1796년 5월에서 7월 사이에 뒤포르 형제 중 한 명(장-피에르 뒤포르가 아닌, 그의 동생 장-루이 뒤포르일 가능성이 있다)과 베토벤에 의해 이루어졌다. 누가 실제로 연주했는 지에 관계없이 이 두 명의 유명한 첼리스트의 연주 스타일과 능력은 확실히 베토벤의 이 첼로 작품 쓰기에 영향을 미쳤다. 사실, 작품 번호 5 소나타 세트에서 첼로 작품 쓰기의 몇 가지 측면은 나중에 장-루이 뒤포르가 출판한 악기를 위한 개인 지도의 책에 나타난다.

## 출판 및 의의
초판은 작품 번호 5 세트의 두 작품 모두 1797년 2월에 빈의 아르타리아 사를 통해 간행되었다. 헌정은 당시 유능한 아마추어 첼리스트였던 프로이센의 국왕 프리드리히 빌헬름 2세에게 이루어졌다(이 헌정으로 베토벤은 국왕으로부터 금화가 가득 든 코담뱃갑을 받았다).
베토벤의 첼로와 피아노를 위한 소나타 장르의 작곡은 전례가 없었다. 하이든이나 모차르트의 작품에서는 모델이 없었던 것이다. 최근에야 이 첼로라는 악기는 전통적인 통주저음의 역할에서 벗어나기 시작했는데, 작품 번호 5 세트의 두 작품은 소재의 밀도, 으뜸음에 더 거리가 먼 조성을 연결하는 작곡가의 능력, 그리고 완전히 쓰여진 건반 파트(당시에는 더 일반적이었을 것으로 생각되는 피겨드 베이스 보다는) 등 여러 면에서 놀라우며, 작곡가의 기본 악기가 독주자의 소리와 동일한 소리를 낸다. 모든 면에서 작품 번호 5 세트의 두 작품은 그 시대에 순응하는 것이 아니었다.

## 악장 구성
이 작품은 두 개의 악장으로 구성되어 있다. 총 연주 소요 시간은 약 25분 정도 걸린다. 작품 번호 5 세트의 두 작품은 모두 첫 번째 악장에서 느린 서주를 갖고, 두 번째 악장인 피날레에서 론도 형식을 갖는다.

### 제1악장. 아다지오 소스테누토 - 알레그로
바장조. 느린 서주가 있는 소나타 형식. "3/4박자 → 4/4 박자"
서주(아다지오 소스테누토)와 주요부(알레그로)로 구성된다. 장대한 아다지오는 알레그로의 광범위한 주요 주제에 대하여 진정한 서주 역할을 한다. 음조 소재에 대한 베토벤의 실험은 두 번째 주제 영역에서 가장 인상적이다. 그는 두번째 주제를 위해 다장조(딸림음)로 명확하고 확고하게 조바꿈을 하지만, 내림가장조의 입회는 크게 보인다. 재현부는 주제 제시부의 축약된 형태를 제공하며, 주요 주제는 코다에서만 완전히 본격적으로 나타난다.

### 제2악장. 론도. 알레그로 비바체
바장조. 론도 형식. 6/8 박자
질감과 성격은 첫 번째 악장보다 훨씬 가볍다. 양 연주자 모두 이 악장에서 자신의 기술을 선보일 기회를 갖게 되는데, 그 매력은 변덕스러운 패시지 워크와 적합한 유머에 있다.